# Rae Sremmurd
Rae Sremmurd, est un groupe de hip-hop américain, composé de deux frères, Aaquil Brown, alias Slim Jxmmi, et de Khalif Brown, alias Swae Lee, nés respectivement en 1991 et 1993 et originaires de Tupelo, dans le Mississippi, aux États-Unis. Avec le titre No Type, le groupe dépasse les 750 millions de vues sur YouTube et atteint la 16e place du Billboard Hot 100. Les singles No Type et No Flex Zone sont certifiés disques de platine. Ils publient leur premier album intitulé SremmLife le 6 janvier 2015.
En 2016, leur titre Black Beatles en featuring avec Gucci Mane atteint la première place du  Billboard Hot 100.

## Biographie

### Enfance et jeunesse
Aaquil Brown et son petit frère Khalif, naissent tous les deux à Whittier en Californie, le 29 décembre 1991 et le 7 juin 1993 respectivement. Ils grandissent avec leur mère, Bernadette Walker, leur père ayant abandonné sa famille quelques années après la naissance de ses fils.
Leur mère travaillant pour l'armée, elle est régulièrement affectée dans différents États. La famille déménage plusieurs fois, quittant la Californie pour le Mississippi, le Maryland et enfin le Texas. Khalif y sera initié à la musique via le logiciel Fruity Loops. Il y crée ses premiers beats hip-hop, alors à peine âgé d'une dizaine d'années.
Alors que les deux garçons étaient au collège, ils quittent le Texas pour la petite ville de Tupelo dans le Mississippi, après que leur mère a quitté l'armée. Ils partent s'installer dans le quartier mal famé d'Ida Street, où vit leur beau-père, qui sera pour eux un repère paternel. Celui-ci sera amené à vendre de la drogue dans le but de subvenir aux besoins et au confort de sa famille, afin de tenir ses beaux fils à l'écart de la rue.

### Débuts
Le duo travaille initialement sous le nom de Dem Outta St8 Boyz, produit de la musique chez lui, et participe à quelques événements locaux. Ils récoltent assez d'argent pour voyager et participer à des auditions. Le groupe devient un trio à l'arrivée d'Andre Harris et fait une apparition télévisée lors du segment Wild Out Wednesday dans l'émission 106 and Park. Le trio participe une deuxième fois au segment durant lequel il finit second, et parvient à attirer l'attention des labels Def Jam Recordings et Sony Music, mais ne parvient pas à signer avec. Le groupe se lance ensuite dans une tournée nationale.
Dem Outta St8 Boyz signe au label Ear Drummers Entertainment le 1er janvier 2014. Peu après, le groupe change de nom pour Rae Sremmurd (Ear Drummers à l'envers). Sremmurd publie son premier album, SremmLife, le 6 janvier 2015. SremmLife arrive cinquième du classement américain Billboard 200 et contient quatre singles. Le premier, intitulé No Flex Zone, est publié le 15 mai 2014. Il gagne significativement l'attention médiatique après la publication d'un remix officiel des rappeurs Nicki Minaj et Pusha T. Le single atteint la 36e place du Billboard Hot 100. Le 17 septembre 2014, ils publient leur deuxième single, No Type, classé 16e du Hot 100 et devenu leur meilleur single en date. Les deux singles sont certifiés disques de platine par la Recording Industry Association of America (RIAA). Le troisième single de l'album, Throw Sum Mo fait participer Nicki Minaj et Young Thug, et atteint la 30e place du Hot 100. This Could Be Us devient le quatrième single extrait de SremmLife, publié le 21 avril 2015. Le 29 septembre 2015, ils publient un single intitulé Come Get Her. Le 16 juin 2016, Rae Sremmurd annonce un prochain album, SremmLife 2, pour le 12 août 2016. Le 12 août 2016, Swae Lee annonce son premier album solo, Swaecation.

## Discographie

### Albums studio
| Album        | Sortie         | Meilleure position | Meilleure position | Meilleure position | Meilleure position |
| Album        | Sortie         | US                 | US R&B             | CAN                | DAN                |
| ------------ | -------------- | ------------------ | ------------------ | ------------------ | ------------------ |
| SremmLife    | 6 janvier 2015 | 5                  | 1                  | 13                 | 31                 |
| SremmLife 2  | 12 août 2016   | 4                  | 3                  | 14                 | —                  |
| SR3MM (en)   | 4 mai 2018     | 6                  | 5                  | 4                  | 37                 |
| Sremm 4 Life | 7 avril 2023   | -                  | -                  | -                  | -                  |

### Singles
| Titre                                                          | Année | Meilleure position | Meilleure position | Meilleure position | Meilleure position | Meilleure position | Meilleure position | Meilleure position | Certification                                                          | Album       |
| Titre                                                          | Année | US                 | US R&B             | US Rap             | CAN                | DAN                | FRA                | R-U.               | Certification                                                          | Album       |
| -------------------------------------------------------------- | ----- | ------------------ | ------------------ | ------------------ | ------------------ | ------------------ | ------------------ | ------------------ | ---------------------------------------------------------------------- | ----------- |
| No Flex Zone                                                   | 2014  | 36                 | 11                 | 8                  | 97                 | —                  | —                  | —                  | - RIAA : Platine                                                       | SremmLife   |
| No Type                                                        | 2014  | 16                 | 3                  | 2                  | 51                 | 29                 | 165                | 93                 | - RIAA : Triple Platine                                                | SremmLife   |
| Throw Sum Mo (featuring Nicki Minaj et Young Thug)             | 2014  | 30                 | 12                 | 6                  | —                  | —                  | —                  | —                  | RIAA : Platine                                                         | SremmLife   |
| This Could Be Us                                               | 2015  | 49                 | 15                 | 11                 | —                  | —                  | —                  | 137                | RIAA : Platine                                                         | SremmLife   |
| Come Get Her                                                   | 2015  | 56                 | 22                 | 18                 | —                  | —                  | —                  | —                  | RIAA : Platine                                                         | SremmLife   |
| By Chance                                                      | 2016  | —                  | 39                 | 25                 | —                  | —                  | —                  | —                  |                                                                        | SremmLife 2 |
| Look Alive                                                     | 2016  | 72                 | 26                 | 19                 | —                  | —                  | —                  | —                  |                                                                        | SremmLife 2 |
| Black Beatles (featuring Gucci Mane)                           | 2016  | 1                  | 1                  | 1                  | 3                  | 2                  | 2                  | 2                  | ARIA : Platine · BPI : Or · IFPI Danemark : Or · RMNZ : Or · SNEP : Or | SremmLife 2 |
| Swang                                                          | 2016  | 26                 | 13                 | 9                  | 41                 | —                  | —                  | —                  |                                                                        | SremmLife 2 |
| Perplexing Pegasus                                             | 2017  | 84                 | 36                 | —                  | 64                 | —                  | —                  | —                  |                                                                        | SR3MM       |
| « — » montre qu'aucun classement n'a été atteint dans ce pays. |       |                    |                    |                    |                    |                    |                    |                    |                                                                        |             |

### Collaborations
- 2014 : One Touch (Baauer feat. AlunaGeorge & Rae Sremmurd)
- 2015 : Already (Juicy J feat. Rae Sremmurd)
- 2015 : Blasé (Ty Dolla $ign feat. Future & Rae Sremmurd)
- 2015 : Burn Slow (Wiz Khalifa feat. Rae Sremmurd)
- 2016 : Party Pack (Future feat. Rae Sremmurd)
- 2017 : Perfect Pint (Mike Will Made It feat. Kendrick Lamar, Gucci Mane & Rae Sremmurd)
- 2017 : Come Down (Mike Will Made It feat. Chief Keef & Rae Sremmurd)
- 2017 : Pere (Davido feat. Rae Sremmurd & Young Thug)
- 2017 : Love (ILoveMakonnen feat. Rae Sremmurd)
- 2018 : Shine Hard (Lil Xan feat. Rae Sremmurd)
- 2019 : Crave feat Madonna